# Wasserburg Liebenau (Zandt)
Die Wasserburg Liebenau, auch Schloss Liebenau oder  Schloss Grub genannt, ist eine Wasserburg in der Gemarkung Grub auf einem künstlichen Burghügel im Gemeindeteil Liebenau der Oberpfälzer Gemeinde Zandt im bayerischen Landkreis Cham. Das „ehem. Hofmarkschloss, jetzt Bauernanwesen“ ist unter der Aktennummer D-3-72-177-14 als Baudenkmal verzeichnet. Ein „mittelalterlicher Burgstall, archäologische Befunde der frühen Neuzeit im Bereich des ehem. Hofmarkschlosses Liebenau“ werden zudem als Bodendenkmal unter der Aktennummer D-3-6842-0021 geführt.

## Geschichte
Die Wasserburg wurde vermutlich Anfang des 13. Jahrhunderts von der Herren von Liebenau erbaut. Um 1311 wurde ein „Hainricus Ramsperger de Libennoe“ in Verbindung mit einer befestigten Anlage erwähnt, auf der sicher auch 1440 „Andre Räckell von Liebenaw“ saß.
1472 verlieh Herzog Albrecht IV. von Bayern-München mit einer Urkunde Augustin Fischbeck, „der den sicz Liebenaw erkauft und pepaut hat“, die Hofmark und Edelfreiheit. Augustin Fischbeck erweiterte die Anlage und baute sie aus.
Nach 1500 kam die Burg in den Besitz Hans Paulsdorfers, der Herren von Altrandsberg und der Herren von Nothafft, wonach die Zeit als selbstständige Hofmark endete. Heute ist die Anlage in Privatbesitz und wird landwirtschaftlich genutzt.

## Beschreibung
Die auf einem etwa drei Meter hohen und 40 mal 40 Meter großen Hügel gelegene Burganlage wird von einem zehn Meter breiten Wassergraben umzogen und besitzt einen Zugang im Südwesten. In der Ostecke befindet sich das zweigeschossige Hauptgebäude aus Bruchstein mit flachgeneigtem Satteldach, das im Kern in die Zeit nach 1472 datiert werden kann.
Der regionaltypische Adelssitz wird 1606 als „gemauerter Casten … Darumben ein Wassergraben“ und 1737 als „Sitz und gemauerter Kasten mit einem Wassergraben umfangen“ genannt. In modernerer Zeit wurden das im Nordwestteil gelegene Wirtschaftsgebäude verändert und die Wehrmauern samt Tor beseitigt.